# Saint-Aubin-des-Châteaux

Localització de Saint-Aubin-des-Châteaux

Saint-Aubin-des-Châteaux (en bretó Sant-Albin-ar-C'hestell) és un municipi francès, situat a la regió de país del Loira, al departament de Loira Atlàntic, que històricament va formar part de la Bretanya. L'any 2006 tenia 1.456 habitants. Limita amb Ruffigné, Rougé, Châteaubriant, Louisfert, Saint-Vincent-des-Landes i Sion-les-Mines.

## Demografia
| 1962                                       | 1968  | 1975  | 1982  | 1990  | 1999  |
| ------------------------------------------ | ----- | ----- | ----- | ----- | ----- |
| 1.424                                      | 1.472 | 1.387 | 1.351 | 1.346 | 1.312 |
| Des de 1962: població sense dobles comptes |       |       |       |       |       |

## Administració
| Període | Identitat    | Partit |
| ------- | ------------ | ------ |
| 1989-   | Michel Rétif |        |

## Personatges il·lustres
- Jean-Pierre Timbaud, sindicalista francès, afusellat ací pels nazis el 1941.